# Майданек (гміна Томашів)
Майданек (пол. Majdanek) — село в Польщі, у гміні Томашів Томашівського повіту Люблінського воєводства.
Населення — 195 осіб (2011).

## Історія
Первісним населенням Майданека були русини-лемки, які компактно проживали на своїх історичних землях.
У 1975—1998 роках село належало до Замойського воєводства.

## Демографія
Демографічна структура станом на 31 березня 2011 року:
|          | Загалом | Допрацездатний вік | Працездатний вік | Постпрацездатний вік |
| -------- | ------- | ------------------ | ---------------- | -------------------- |
| Чоловіки | 89      | 19                 | 62               | 8                    |
| Жінки    | 106     | 28                 | 54               | 24                   |
| Разом    | 195     | 47                 | 116              | 32                   |